# Indre
Indre là một tỉnh của Pháp, thuộc vùng hành chính Centre-Val de Loire, tỉnh lỵ Châteauroux, bao gồm 4 quận với các quận lỵ còn lại là: Le Blanc, La Châtre, Issoudun.
 Tư liệu liên quan tới Indre (tỉnh) tại Wikimedia Commons